# 機動戰士GUNDAM
《機動戰士GUNDAM》（日語：機動戦士ガンダム）是日本機器人動畫，以及開創後世「寫實機器人」動畫潮流的著名日本動畫作品。最初於1979年4月7日至1980年1月26日之間，由朝日電視網所屬的名古屋電視台播映，全43集。本片在香港則曾由TVB（無線電視）以《太空戰士》譯名首播粵語配音版，台灣則是直到2000年之後，才在有線電視動畫頻道「Animax」播出本片（日語原音播出）。
本劇是日昇動畫製作的第三部原创作品。由富野喜幸（笔名：富野由悠季）擔當導演，玩具廠家Clover作為主要贊助商進行企劃製作的。原設定相對日昇前幾部動畫，鋼彈的視聽觀眾為年齡更年長些的青少年們，實際播放後的主要收看人群基本也在10歲以上。

## 故事简介
少年阿姆羅·雷，在吉翁军攻擊其居住的宇宙都市（Side 7）時，為了保衛同胞而登上地球聯邦第一台實戰用MS「GUNDAM」（RX-78-2）、捲入戰爭。故事即是以阿姆罗為中心，描述他跟著GUNDAM的母艦白色基地，歷經種種困難而成長的故事，還被認定為少見的「新人类」。不過第43話中阿姆羅能夠跟白色基地中多位主要人物進行心靈感應，可以確定他們都是被阿姆羅引發覺醒的NewType。
主角群並不是唯一參與這場世紀之戰的人群，而且戰鬥也不限於主角所參與的戰役，在後來的官方OVA和MSV等各種衍生作品中還有陸續補充的內容，並且收入官方的一年戰爭史中。
本片的战斗并不见得完全是一般高达迷心中决定性的战役，或许更像主角群的心路历程和个人战斗记录。
本作品的主要故事是描写两个政治上对立组织的战争中，偶然但主动地成为军用机器人驾驶员的主角，以及他的同伴们，在战火中拼命求生的群像剧。配角方面，支援主角的人们以及与主角对立的吉翁公国军官士兵也有许多个性丰富的人物。本作品对于双方角色的细致描写使得作品的世界内容非常丰富，也产生了许多有思想深度的名场景与故事。而本作最為突破之處，乃是一反過去機械英雄動畫「好人 V.S. 壞人」的傳統模式，創造出更為寫實、更接近現實人生的角色，使之更貼近戲劇。其中包括主角在內的眾多「正派」角色，均有著各自的缺點，與及無法克服的難關。各人的經歷也在不同程度地影響著以後的人生，例如拉拉的意外死亡就在阿姆羅的心中留下了巨大的陰影，終其一生仍無法磨滅，甚至一度因恐懼而長期無法再上太空。而所謂的「反派」角色，之所以與「正派」對抗，也都有著各自不同的原因。甚至其實整個吉翁公國，本來也只是一群渴求和平、自由、平等的宇宙殖民而已，只不過在抗爭中被野心家奪去領導權，而漸次演變為與地球武裝對抗，其軍隊其實也都是普通人，例如描述軍隊對地球平民的救助行為等。類似的事情，正是在現實世界中不斷重複發生著，這樣的故事設定，一改人們對動畫片內容簡單，只適合兒童的印象，使本作成為了承先啟後的經典之作。可以认为，该系列到后来彻底摈弃了善恶对立的传统主流影视作品逻辑，对交战双方都有正面及负面的客观而写实的描写。而虽然阿姆罗是“主角”，其永远的对手，夏亚则成为了高达系列中人气最高的角色。
本作品中少年主角在战乱中，为救助无辜弱小，偶然地登上新锐的机动兵器“Mobile Suit”作戰，並跟着隨軍隊辗转求生的情节，在日后许多续作中也一再出现。包括《機動戰士Z GUNDAM》中的卡缪·比丹、《機動戰士GUNDAM ZZ》中的傑特·亞希達、《機動戰士GUNDAM UC》中的巴納吉·林克斯、以至另一時空線CE的《机动战士GUNDAMSEED》的·大和等等。
之后还推出三部剪輯電影版《機動戰士鋼彈》、《機動戰士鋼彈Ⅱ 哀战士篇》、《機動戰士鋼彈Ⅲ 相逢宇宙篇》。

## 人物

### 地球聯邦
- 阿姆羅·雷，日語原聲：古谷徹（香港TVB譯名：李亞寶，配音：林保全）
- 布萊特·諾亞，日語原聲：鈴置洋孝（香港TVB譯名：林有德，配音：盧國權）
- 芙劳·波，日語原聲：鵜飼留美子（香港TVB譯名：傅美美，配音：孫明貞）
- 凱·西汀，日語原聲：古川登志夫（香港TVB譯名：郭丹尼，配音：張炳強）
- 小林隼人，日語原聲：鈴木清信（香港TVB譯名：林國強，配音：馮志潤）
- 雪拉·瑪斯，日語原聲：井上瑤（香港TVB譯名：馬茜，配音：林元春）
- 八岛美莱，日語原聲：白石冬美（香港TVB譯名：楊美莉，配音：樂蔚）
- 保政良，日語原聲：飯塚昭三（香港TVB譯名：洪亞龍，配音：馮錦倫）
- 瑪姬路達·亞姜，日語原聲：戶田惠子（香港TVB譯名：馬少尉，配音：潘滿儔）

### 吉翁公國
- 夏亞·阿茲納布爾，日語原聲：池田秀一 (香港TVB譯名：馬沙，配音：鄧榮銾）
- 拉拉·辛，日語原聲：潘惠子（香港TVB配音：潘滿儔）
- 迪金·索德·薩比，日語原聲：永井一郎（香港TVB譯名：湯金，配音：藍天）
- 基連·薩比，日語原聲：銀河萬丈（香港TVB譯名：湯大基，配音：源家祥）
- 卡爾馬·薩比，日語原聲：森功至（香港TVB譯名：湯加曼，配音：石景初）
- 德茲爾·薩比，日語原聲：鄉里大輔（香港TVB譯名：湯義剛，配音：張英才）
- 基西莉亞·薩比，日語原聲：小山茉美（香港TVB譯名：湯希莉亞，配音：潘滿儔）
- 蘭巴·拉爾，日語原聲：廣瀨正志（香港TVB譯名：賴孝忠，配音：周鸞）
- 夏利安·布爾，日語原聲：木原正二郎（香港TVB譯名：謝利布，配音：譚炳文）

## 创作背景
高达的创作之时正值《宇宙战舰大和号》大红大紫的时候。受此影响，正在日升动画工作的山浦荣二从《大和号》的制作公司取得了一些资料，并认为可以利用《大和号》一剧所拥有的大量狂热粉丝，也可以制作一部热卖的类似的动漫剧。这些粉丝基本以当时的中学生以上的人群作为细分市场。
剧本原以儒勒·凡尔纳的《十五少年漂流記》（Two Years' Vacation）作为构思的蓝本，假想乘坐宇宙船的少男少女们卷入宇宙战争后的种种故事。当时“假想敌”不是同為人类的吉恩公国，而是外星人。
另外，一开始并没有高达这个人形机器人，但是Clover（玩具制造公司）的社长小松志千郎希望有机器人能够登场（估计是方便玩具设计销售）。为此，科幻小说家高千穂遥建议主创团队参考由罗伯特·海萊恩（Robert A. Heinlein）创作的科幻小说《星舰战将》（Starship Troopers）一书。受到书中提到的强化装甲作战服的启发，并考虑设计成符合当时的时代潮流所追捧的高度为50米到100米的超大机器人。最终，高达的高度定在了《星舰战将》作战服的2.5米和100米高度之间的18米高度。
高达还被设计成长、中、近距离白刃格斗等三大类机器人。分别是钢坦克（ガンタンク），钢加农（ガンキャノン），高达（ガンダム）等三种。而吉恩的机器人则被称为“机动战士”（モビルスーツ，Mobile Suit）。制作当时正值人类探索太空的步伐加快，制作团队考虑必须有一个适合高达18米的机器人活动的宇宙空间。正巧创作者之一的神田从书店买了一本由“杰瑞德·K·欧尼尔”（1927年2月6日－1992年4月27日）写的关于宇宙科幻的内容中提到了“太空殖民地”。受此启发，创作了高达剧中那些直径达数公里的适合高达活动的超巨大空间站。
剧名最初定为（ガンボーイ）“无中文翻译，简单理解为英文Gunvoy”。取自于当时一部美国电影《车队》（Convoy）。进一步当时有一部由主演的广告中的一句人气台词：m～Mandom（う〜ん、マンダム）。就此，“GUN”+“DOM”，构成了“GUNDAM”，即“高达”。

## 反响
1970年代當時，日本社會一般認為動畫仍為兒童取向的產物。雖然這項定見開始逐漸被《宇宙戰艦大和號》、《三世》等作品慢慢扭轉，但是在當時引起風潮的機器人動畫，仍然和其他動畫一樣是每集半小時長的單元劇。
本作品是針對較高年齡層所構想的。在當時以巨大機器人這種「荒唐」的代名詞為主軸，卻通篇全無絕對的正邪觀思想，並且還嚴肅的探討未來可能發生的現實問題的作品。
而武器和各種組織的設定，也仿效了當時流行的等太空歌劇，如機器人使用光劍（即為鋼彈所用的光束軍刀）做武器，敵人為在未來的独裁國家等，穿著像納粹德國的軍服等，使吸引一些本來並非科幻迷的青年或成人觀眾注意。
除了富於軍武色彩外，本編亦有使用某些富於哲理的前衛型的科幻冒險電影，如《2001太空漫遊》和的意像來象徵新人類，和本編的重覆人類戰爭歷史起了反照的作用。
另一方面又仿效日本軍事科幻動畫始祖，《宇宙戰艦大和號》的每集半小時連續劇，以一群人物在同一艘宇宙戰艦上，旅途和不斷和敵人戰鬥的軍事色彩科幻動畫，產生了激烈的對抗的劇情，引起了非科幻的電視劇迷追捧。
起初因為尚無法為視聽者廣泛接受，所以《GUNDAM》在首播時的收視率相當低，也連帶使得相關的周邊商品銷售不振，並導致原先預定的52集，被縮減到43集提前結束。但是在放映當時，各動畫相關雜誌對這樣的新嘗試有熱烈的回應，劇情結尾的高潮也使得同行間口耳相傳的評價迅速提昇，在熱情支持者連署要求重播等行動當中，本作品得以一再重播，並且製作了三部剪輯電影版作品；最終使得「GUNDAM」這個名詞廣為人知。
播映結束後取得商品化權利的萬代（BANDAI），於半年後發售了本作品中登場的各式機動兵器的塑膠模型（Gundam Plastic Model, 日文簡稱GUNPLA（ガンプラ，鋼普拉）），並且爆發性的熱賣，劇場版主題曲站上流行歌曲排行榜的高位，各種相關風潮發展成為一種社會現象。繼承或共享本作世界觀與歷史等設定資料的小說與漫畫也紛紛開始製作，成為多媒體綜合作品的先驅。
為了區別「機動戰士GUNDAM」與後續作品的分別，同好間經常將本作稱為（First Gundam, FG），漢語圈多稱為「初代GUNDAM」、「GUNDAM0079」、「0079」或「元祖GUNDAM」。元祖GUNDAM一詞亦為SD GUNDAM系列的早期作品元祖SD GUNDAM的稱呼，但元祖一詞在日本本來就只是最先、初代的意思。而在中文官網則譯為「原生GUNDAM」。

## 製作人員
- 企畫：日昇動畫（全名株式会社日昇）
- 原作：矢立肇、富野喜幸（現 富野由悠季）
- 音楽：渡辺岳夫、松山裕士
- 人物設定：安彦良和
- 機械設定：大河原邦男
- 美術設定：中村光毅
- 總作畫監督：安彦良和
- 総監督：富野喜幸
- 製作人：関岡渉（名古屋テレビ放送）、大熊信行（創通エージェンシー）、渋江靖夫（日本サンライズ）
- 編劇：星山博之、松崎健一、荒木芳久、山本優、富野喜幸
- 分鏡：斧谷稔（富野喜幸）、山崎和男、貞光紳也、久野弘
- 演出：貞光紳也、藤原良二、小鹿英吉、横山裕一郎、斧谷稔（富野喜幸）、行田進、関田修、久野弘
- 作畫監督：安彦良和、山崎和男、青鉢芳信、富沢和雄、大泉学、中村一夫、鈴村一行
- 原畫：スタジオZ、中村プロダクション、アニメフレンド
- 背景：アートテイクワン、アップル
- 動畫檢查：浜津守
- 上色：シャフト、ディーン
- 特殊効果：土井通明、山本公
- 攝影：斎藤秋男、平田隆文
- 剪輯：鶴渕友彰、小谷地文男
- 沖印：東京現像所
- 音響監督：松浦典良
- 効果：松田昭彦（フィズサウンドクリエイション）
- 整音：日向国雄
- 錄音：整音スタジオ
- 製作進行：豊住政弘、草刈忠良、植田益朗、望月真人、八木岡正美、深田節雄、神田豊、滝口雅彦
- 設定製作：円井正
- 助理製作人：神田豊
- 製作：名古屋電視台、創通Agency、日本日升

## 音乐
片頭曲
- 
  - 作詞：井荻麟　作曲：渡邊岳夫　編曲：松山祐士　演唱：池田鴻

片尾曲
- 
  - 作詞：井荻麟　作曲：渡邊岳夫　編曲：松山祐士　演唱：池田鴻
- 劇場版I 主題歌
- 作詞・作曲：谷村新司　編曲：青木望　演唱：家鋪隆仁
- 劇場版II 主題歌、
  - 作詞：井荻麟　作曲・編曲・演唱：井上大輔
- 劇場版III 主題歌、
  - 作詞：井荻麟、　編曲：鷺巢詩郎　作曲・演唱：井上大輔

插曲
- 
  - 作詞：井荻麟 作曲：渡邊岳夫　編曲：松山祐士　演唱：堀光一路
- 
  - 作詞：井荻麟 作曲：渡邊岳夫　編曲：松山祐士　演唱：戸田惠子
- 
  - 作詞：井荻麟 作曲：渡邊岳夫　編曲：松山祐士　演唱：戸田惠子

香港播映版主題歌
- 「太空戰士」
  - 作詞：鄭國江 作曲：渡邊岳夫　編曲：顧嘉煇　演唱：王愛明

翻唱自原版片頭曲。

## 關連作品
《機動戰士Z GUNDAM》以後的GUNDAM作品續篇、外傳等，請參見鋼彈系列作品一覽條目。

### 劇場版
以電視版為基礎重新剪輯，加上新作片段並且更動部分故事的劇場版，於1981年-1982年之間分成三部上映：
1. （機動戰士GUNDAM）－以TV版 1-13 集編輯而成的劇場版。
2. （機動戰士GUNDAM II　哀戰士篇）
3. （機動戰士GUNDAM III　相逢宇宙篇）

在2000年出版DVD時為了變更為5.1聲道，將原始聲優陣容（除一部份變更之外）集合起來重新配音，配樂及音效也有細部改變。但是此項變更在曾經看過當初劇場首映的影迷當中多認為不妥，使得DVD版招來不少反彈聲浪。2007年12月，推出了原始音軌版電影三部曲的套裝DVD。在2006年底，TV版DVD-BOX開始販售，這也是初代GUNDAMTV版第一次以DVD形式推出。
台灣于1982年8月間，曾有預定在戲院公開上映『相逢宇宙篇』，並在各報的電影版面上作出預告，但是最後卻無疾而終。

#### Road to U.C.0105
为了给即将上映的电影《机动战士高达 闪光的哈萨维》，2021年元旦，机动战士高达系列官方YouTube频道“GUNDAM Channel”发起了名为“Road to U.C.0105”的冲击105万订阅人数的活动。活动以UC世纪各部作品发生的年代为目标，当订阅人数超过某一作品发生年份的1万倍数时，就会在频道上架相应作品24小时。

#### 上海国际电影节
2021年5月18日，第24届上海国际电影节主办方公布的展映电影名单中，出现了8部高达系列电影作品，除了《机动战士Z高达》剧场版三部曲、电影《机动战士高达 逆袭的夏亚》以及电影《机动战士高达 闪光的哈萨维》第一部之外，也包括了本片三部曲，确认了影片的正式在中国大陆影院放映。

### 有聲書
1980年由中島紳介與氷川竜介在電影原聲帶「』的第二片唱片當中，選出了電視版的一部份台詞作為有聲書。當時由於錄影帶等播放機具尚未普及，所以此種手法相當常見。1991年曾經再版，但是現在幾乎找不到了。

### 小說
導演富野由悠季本人以動畫版為基礎、針對更高年齡層讀者（含有部分性方面描寫）所重新撰寫的小說版「機動戰士GUNDAM」，由朝日Sonorama發行。由於故事與電視版多所不同（包括安排阿姆羅駕駛的G3 GUNDAM在阿‧巴瓦‧空攻略戰中，遭無名流彈打中而死），所以無法接續到後來的電視作品（如機動戰士Z GUNDAM）。此小說版後來改由角川書店於Sneaker文庫發行。
另外，富野也寫了以動畫版外傳形式存在的「密會：阿姆羅與拉拉」，由角川書店於Sneaker文庫出版。動畫首播當時由中根真明執筆的另一個小說版本，也曾由朝日Sonorama出版，內容則與動畫版幾乎完全相同，現已絕版。

### 漫畫
1979年電視版放映當初，秋田書店的少年漫畫雜誌《冒險王》曾經連載岡崎優所畫的漫畫版，當時為配合動畫播映進度，還採取限制頁數、每月連載一次的作法。而由於電視版是針對青少年觀眾而設，身為少年漫畫的《冒險王》版在劇情上也做了相當的改變。該版本於連載途中腰斬。本漫畫與其說是改變、不如說是無視原作精神，將鋼彈畫成當時流行的兒童向機器人漫畫；完全無視原作設定的人物性格與無敵鐵金剛式的打鬥，反而使這本漫畫版成為後世愛好者眼中的奇書，並成為近年惡搞文化一再戲弄的「問題作」，結果卻也因此使此版本得以重獲注意，並發行復刻本重新出版。
1992年，近藤和久以重製原作為目標，在萬代出版的漫畫雜誌《漫畫新兵器》（サイバーコミックス）以「機動戰士GUNDAM 0079（機動戦士ガンダム0079）」為題開始連載。其後連載雜誌歷經MediaWorks的《MS・SAGA》、《月刊Comic電擊大王》的更迭，於2005年連載完結。
2002年，曾負責電視版角色設計的安彦良和在角川書店的月刊開始連載「機動戰士GUNDAM THE ORIGIN」（《GUNDAM ACE》本身是為了連載這部作品而創刊），故事與部分的細部設定則重新檢討，因此產生諸多與動畫版相異之處。

## 各集標題
| 電視台播放順序 | 標題（中文翻譯）   | 標題（日文原文） | 日本首播日     | 香港首播日(無綫電視) | 香港首播日(Animax) |
| -------------- | ------------------ | ---------------- | -------------- | -------------------- | ------------------ |
| 第1話          |                    |                  | 1979年4月7日   | 1980年7月21日        | 2004年8月6日       |
| 第2話          | GUNDAM破壞命令     |                  | 1979年4月14日  | 1980年7月22日        | 2004年8月6日       |
| 第3話          | 攻擊敵軍補給艦     |                  | 1979年4月21日  | 1980年7月23日        | 2004年8月9日       |
| 第4話          | 月神二號逃出作戰   |                  | 1979年4月28日  | 1980年7月24日        | 2004年8月9日       |
| 第5話          |                    |                  | 1979年5月5日   | 1980年7月25日        | 2004年8月10日      |
| 第6話          | 卡爾馬出擊         |                  | 1979年5月12日  | 1980年7月28日        | 2004年8月10日      |
| 第7話          |                    |                  | 1979年5月19日  | 1980年7月29日        | 2004年8月11日      |
| 第8話          | 戰場是一片荒野     |                  | 1979年5月26日  | 1980年7月30日        | 2004年8月11日      |
| 第9話          | 飛吧！GUNDAM       |                  | 1979年6月2日   | 1980年7月31日        | 2004年8月12日      |
| 第10話         | 卡爾馬之死         |                  | 1979年6月9日   | 1980年8月1日         | 2004年8月12日      |
| 第11話         | 伊謝莉娜的戀情之後 |                  | 1979年6月16日  | 1980年8月4日         | 2004年8月13日      |
| 第12話         | 吉翁的威脅         |                  | 1979年6月23日  | 1980年8月5日         | 2004年8月13日      |
| 第13話         | 重逢，母親啊...    |                  | 1979年6月30日  | 1980年8月6日         | 2004年8月16日      |
| 第14話         | 時間啊，停止吧     |                  | 1979年7月7日   | 1980年8月7日         | 2004年8月16日      |
| 第15話         | 庫克羅斯·德安之島  |                  | 1979年7月14日  | 1981年1月            | 未有播放           |
| 第16話         | 雪拉出擊           |                  | 1979年7月21日  | 1980年8月8日         | 2004年8月17日      |
| 第17話         | 阿姆羅脫逃         |                  | 1979年7月28日  | 1980年8月11日        | 2004年8月17日      |
| 第18話         | 灼熱的阿扎姆導線   |                  | 1979年8月4日   | 1980年8月12日        | 2004年8月18日      |
| 第19話         | 蘭巴·拉爾特攻      |                  | 1979年8月11日  | 1980年8月13日        | 2004年8月18日      |
| 第20話         | 死鬥！白色基地     |                  | 1979年8月18日  | 1980年8月14日        | 2004年8月19日      |
| 第21話         | 激戰是深仇大恨     |                  | 1979年8月25日  | 1980年8月15日        | 2004年8月19日      |
| 第22話         | 突破馬·克貝包圍網  |                  | 1979年9月1日   | 1980年8月18日        | 2004年8月20日      |
| 第23話         | 瑪姬路達救出作戰   |                  | 1979年9月8日   | 1980年8月19日        | 2004年8月20日      |
| 第24話         | 黑色三連星的追擊   |                  | 1979年9月15日  | 1980年8月20日        | 2004年8月23日      |
| 第25話         | 敖得薩的激戰       |                  | 1979年9月22日  | 1980年8月21日        | 2004年8月23日      |
| 第26話         | 復活的夏亞         |                  | 1979年9月29日  | 1980年8月22日        | 2004年8月24日      |
| 第27話         | 女間諜潛入！       |                  | 1979年10月6日  | 1980年8月25日        | 2004年8月24日      |
| 第28話         | 血染大西洋         |                  | 1979年10月13日 | 1980年8月26日        | 2004年8月25日      |
| 第29話         | 魂斷賈布羅         |                  | 1979年10月20日 | 1980年8月27日        | 2004年8月25日      |
| 第30話         | 小小防衛線         |                  | 1979年10月27日 | 1980年8月28日        | 2004年8月26日      |
| 第31話         | 桑吉巴爾，追擊     |                  | 1979年11月3日  | 1980年8月29日        | 2004年8月26日      |
| 第32話         | 強行突破作戰       |                  | 1979年11月10日 | 1980年9月1日         | 2004年8月27日      |
| 第33話         | 康斯肯强袭         |                  | 1979年11月17日 | 1980年9月2日         | 2004年8月27日      |
| 第34話         | 宿命的相遇         |                  | 1979年11月24日 | 1980年9月3日         | 2004年8月30日      |
| 第35話         | 所羅門攻略戰       |                  | 1979年12月1日  | 1980年9月4日         | 2004年8月30日      |
| 第36話         | 恐怖！機動大扎姆   |                  | 1979年12月8日  | 1980年9月5日         | 2004年8月31日      |
| 第37話         | 德克薩斯攻防戰     |                  | 1979年12月15日 | 1980年9月7日         | 2004年8月31日      |
| 第38話         | 重逢，夏亞與雪拉   |                  | 1979年12月22日 | 1980年9月14日        | 2004年9月1日       |
| 第39話         | 新人類夏利亞·布爾  |                  | 1979年12月29日 | 1980年9月21日        | 2004年9月1日       |
| 第40話         | 艾爾梅斯的拉拉     |                  | 1980年1月5日   | 1980年9月28日        | 2004年9月2日       |
| 第41話         | 閃耀的宇宙         |                  | 1980年1月12日  | 1980年10月5日        | 2004年9月2日       |
| 第42話         | 宇宙要塞阿·巴瓦·空 |                  | 1980年1月19日  | 1980年10月12日       | 2004年9月3日       |
| 第43話         | 逃出               |                  | 1980年1月26日  | 1980年10月19日       | 2004年9月3日       |

## 外部連結
- GUNDAM Perfect Web（日本萬代官方網站）（页面存档备份，存于）（日語）
- Gundam World Web（香港機動戰士官方網站）
- GUNDAM壞腦研究室